# XSplit Broadcaster
XSplit Broadcaster（エクスプリット ブロードキャスター）は、香港のSplitmediaLabs Ltd.社により開発されたストリーミングおよびミキシング・アプリケーションである。

## 概要
XSplitは、様々なメディアソース（ビデオカメラ、スクリーンキャプチャ、ゲームキャプチャ、フラッシュのソース・ファイルなど）の間で、映像の切り替えを可能にするビデオミキサーとしての機能を持つソフトウェアである。
XSplit Broadcaster、XSplit Gamecaster、XSplit VCam、XSplit Express Video Editor、XSplit Presenterなどの製品に派生展開していった歴史があり、XSplit Broadcasterは、ゲーム配信に使われる定番ツールにもなっている。

## 歴史
XSplitの歴史は、 SplitmediaLabs,Ltd.社がHmelyoff Labs.社と合併した2009年から始まる。当初の機能はスクリーンキャプチャ向けのものであったが、やがてライブストリーミング向けのものへと変化していった。
2010年12月、XSplitはpublic beta版に移行すると発表した。このときユーザから集めたフィードバック情報により、製品の機能は充実したものとなり、広く人気のあるアプリケーションとなった。また、チームリキッドなどの人気のあるゲーミングメッセージボードで言及されたことも開発の助けとなった。
2012年4月、public beta版の評価が正式に終わり、ついにXSplit 1.0がリリースされると発表された。このリリースで、新しい販売形態とライセンスを持たないという条件が明らかになり様々な反応を引き起こした。
XSplit 1.1をリリースする少し前の時期に、SplitmediaLabs社と AVerMedia社の間でパートナーシップの合意が発表された。この合意の内容は、Live Gamer HD C985 Capture Cardに付属されるXSplit Premiumの3ヶ月ライセンスのことが中心となった。
2012年8月、XSplit 1.1がリリースされた。このとき、それ以前のバージョンで報告されていたバグが修正され、ほとんどの機能拡張が盛り込まれた。しかし、新しい機能の一部については、有償となることが公表された。
2013年1月、XSplit 1.2がリリースされた。このアップデートでは、パフォーマンスの向上とElgato Game Capture HDのような新しいハードウェアへのサポートが追加された。

## プロダクト
- Broadcaster
- Vcam
- Connect: Webcam
- Presenter
- Capture （ベータ版）

## 詳細仕様
- 複数ビデオカメラの同時使用
- アバーメディアキャプチャーカードのサポート
- Flash Plugins
- DirectX 9,10,11対応ゲームのフルスクリーンキャプチャーをサポート
- クロマキー機能
- 異なるソース間での3Dエフェクトをサポート
- 異なるストリーミングサービスに対するBuilt-inサポート（Justin.tv, Twitch, IBM Cloud Video, hitbox.tv など）
- カスタムRTMPサーバやの配信サポート